# Kroktjärnet (Ånimskogs socken, Dalsland)
Kroktjärnet är en sjö i Åmåls kommun i Dalsland och ingår i Göta älvs huvudavrinningsområde. Kroktjärnet ligger i Sörknatten Natura 2000-område.